# Gunnar Sundman
Gunnar Isidor Sundman (ur. 15 kwietnia 1893 w Sztokholmie, zm. 20 lipca 1946 w Redding) – szwedzki pływak, uczestnik Letnich Igrzysk 1912 w Sztokholmie.
Na igrzyskach w 1912 roku wystartował w wyścigu na 100 metrów stylem grzbietowym, gdzie doszedł do półfinałów.
Wyemigrował do Stanów Zjednoczonych i pracował w California Highway Department.